# Bosanemoon-lijsterbesroest
De bosanemoon-lijsterbesroest (Ochropsora ariae) is een schimmel behorend tot de familie Ochropsoraceae. Het is een heteroecische, biotrofe parasiet. De geslachtelijke fase met spermogonia en aecia vindt plaats op de anemoon en de ongeslachtelijke fase met uredinia en telia op de lijsterbes (ook op geitenbaard, appel, peer, vogelkers). De schimmel overwintert als teliospore.
De sleedoornroest lijkt veel op de bosanemoon-lijsterbesroest maar heeft aecia van meer dan 1 mm breed en de bladeren van de geïnfecteerde anemoon lijken normaal.

## Kenmerken
Op de bovenkant van het blad van de meelbes ontstaan bij infectie gele vlekken. De bladsteel van geïnfecteerde bladeren van de bosanemoon wordt langer.
Spermogonia en aecia
De witachtige, bolvormige spermogonia zitten op de voorkant van het blad van de bosanemoon met daaronder op de achterkant van het blad de bekervormige, gele tot beige, 1 mm grote aecia. De kleurloze aeciosporen zijn 19-28 × 16-22 µm groot. Het peridium is wit.
Uredinia
De uredinia op de achterkant van het blad van de lijsterbes vormen kleine, grijze of gelige vlekjes, omringd door een krans van aan de basis vergroeide parafysen die als een peridium fungeren. Ze gaan in de herfst over in telia. De ronde, ellipsoïde of eivormige urediniosporen zijn 16-20 × 13-15 µm groot.
Telia
De gele of roodachtige telia zitten als een wasachtige korst op de achterkant van het blad. De worstvormige, lichtbruine, 45-67 × 10-16 µm grote teleutosporen staan rechtop dicht pallisadeachtig tegen elkaar. Ze hebben een gladde wand en een scheef staande steel. De rijpe teliosporen bestaan uiteindelijk uit vier cellen.

## Verspreiding
De schimmel komt voor in Europa, Noord-Amerika, China en Japan. In Nederland komt hij zeldzaam voor, nog het meeste in Zuid-Limburg.

## Hyperparasitering
De bosanemoon-lijsterbesroest wordt gehyperparasiteerd door de schimmel Tuberculina persicina.

## Foto's

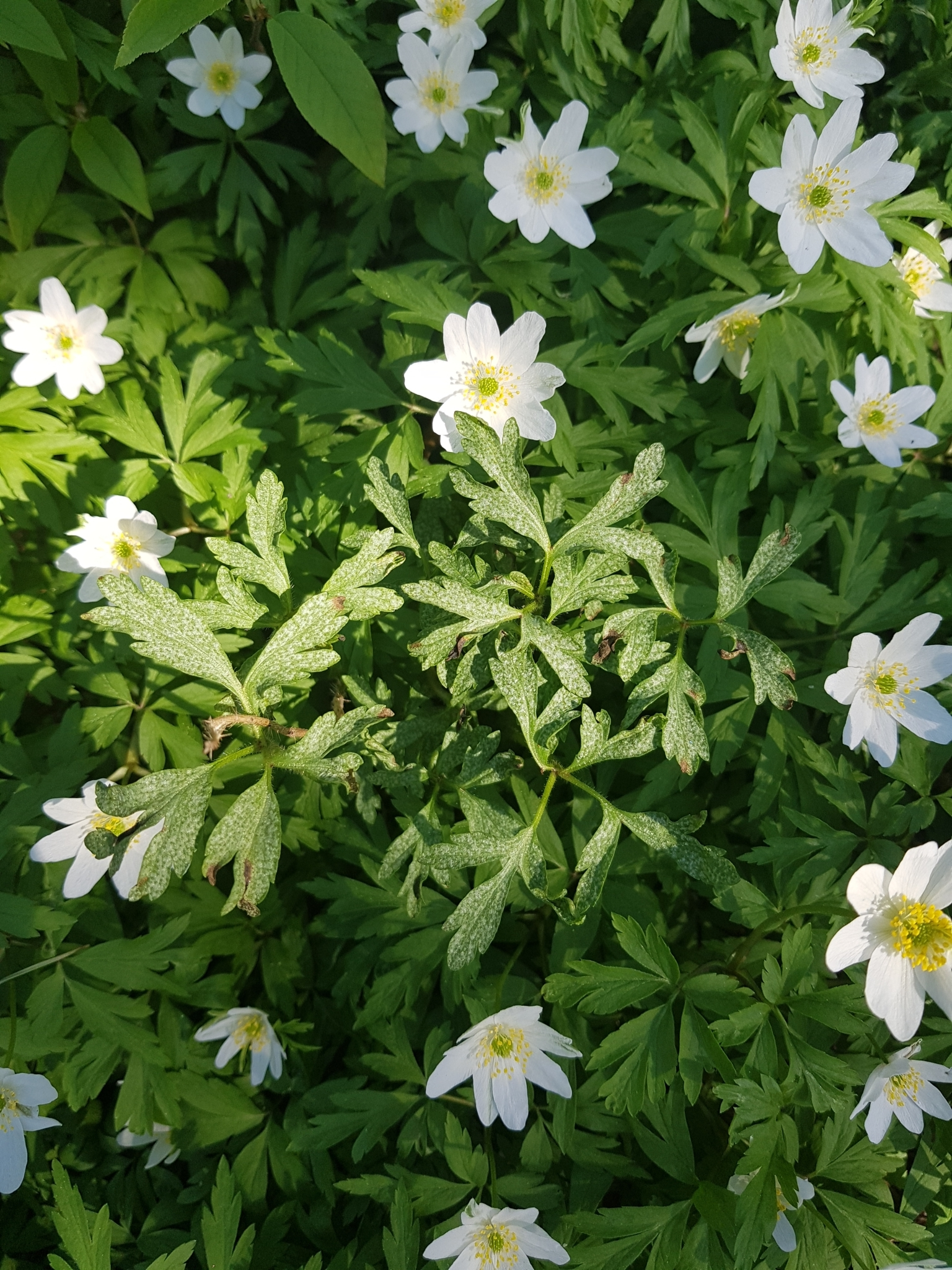
Planten van bosanemoon
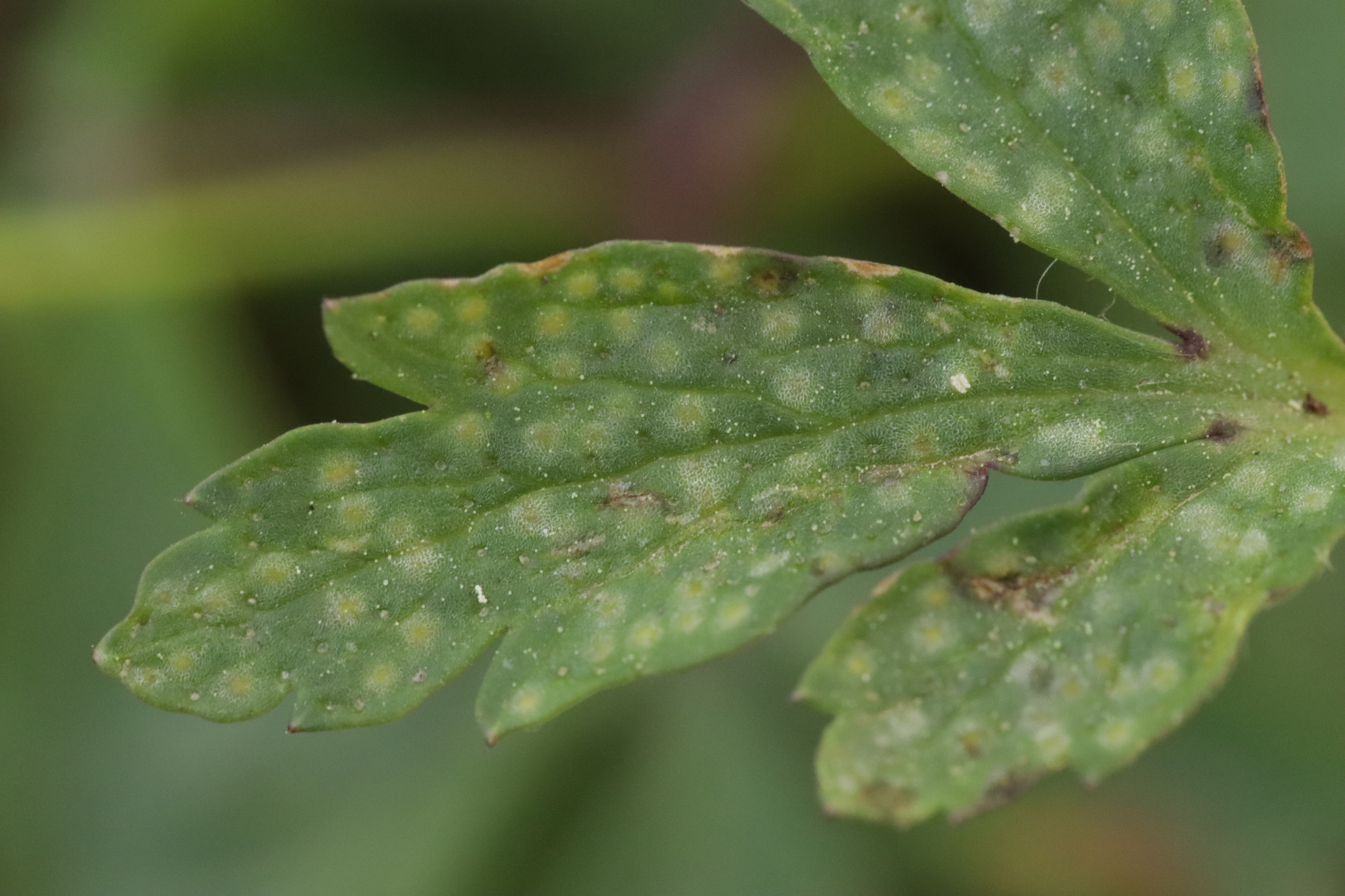
Spermogonia op bosanemoon
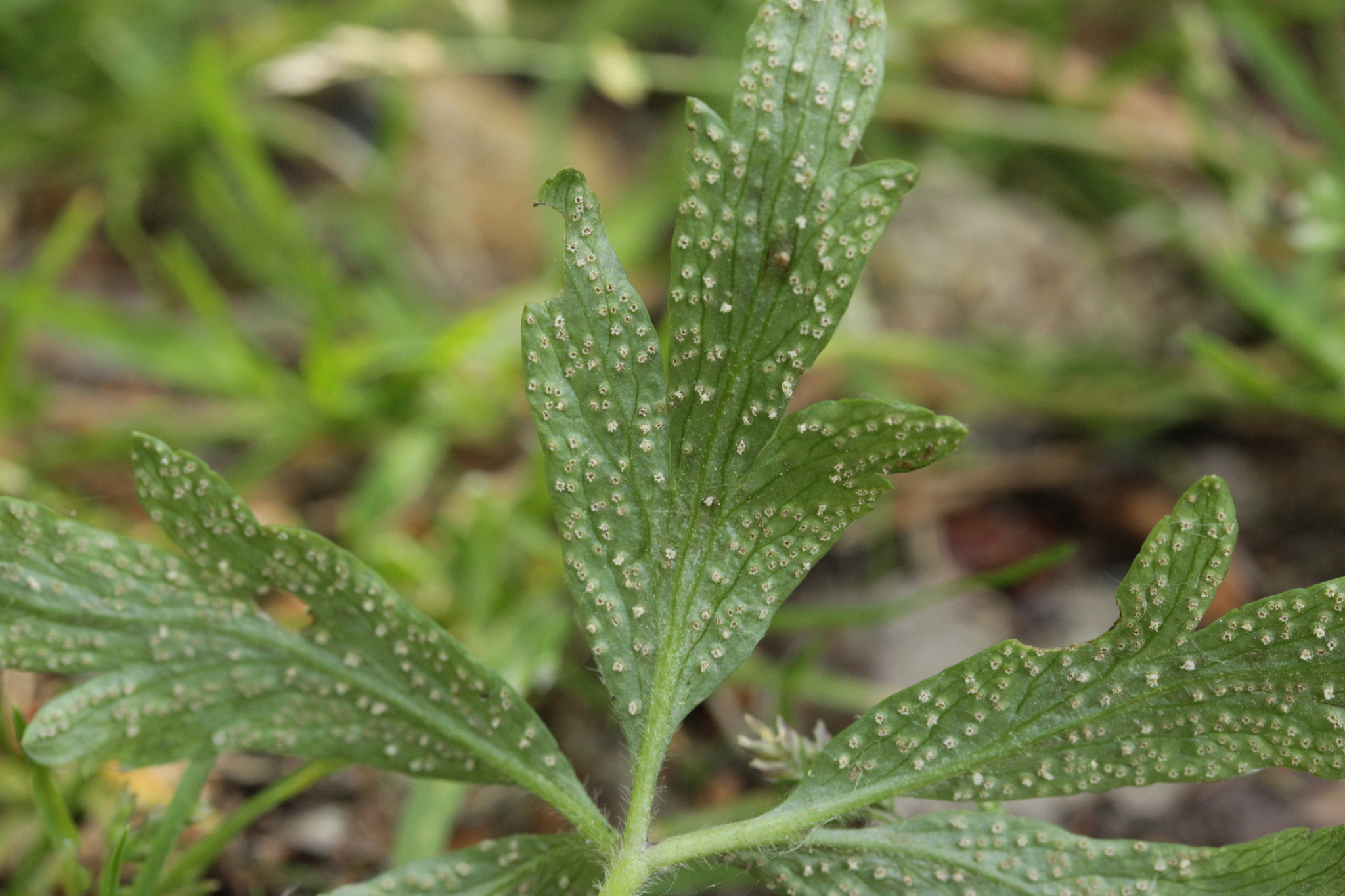
Aecia op bosanemoon
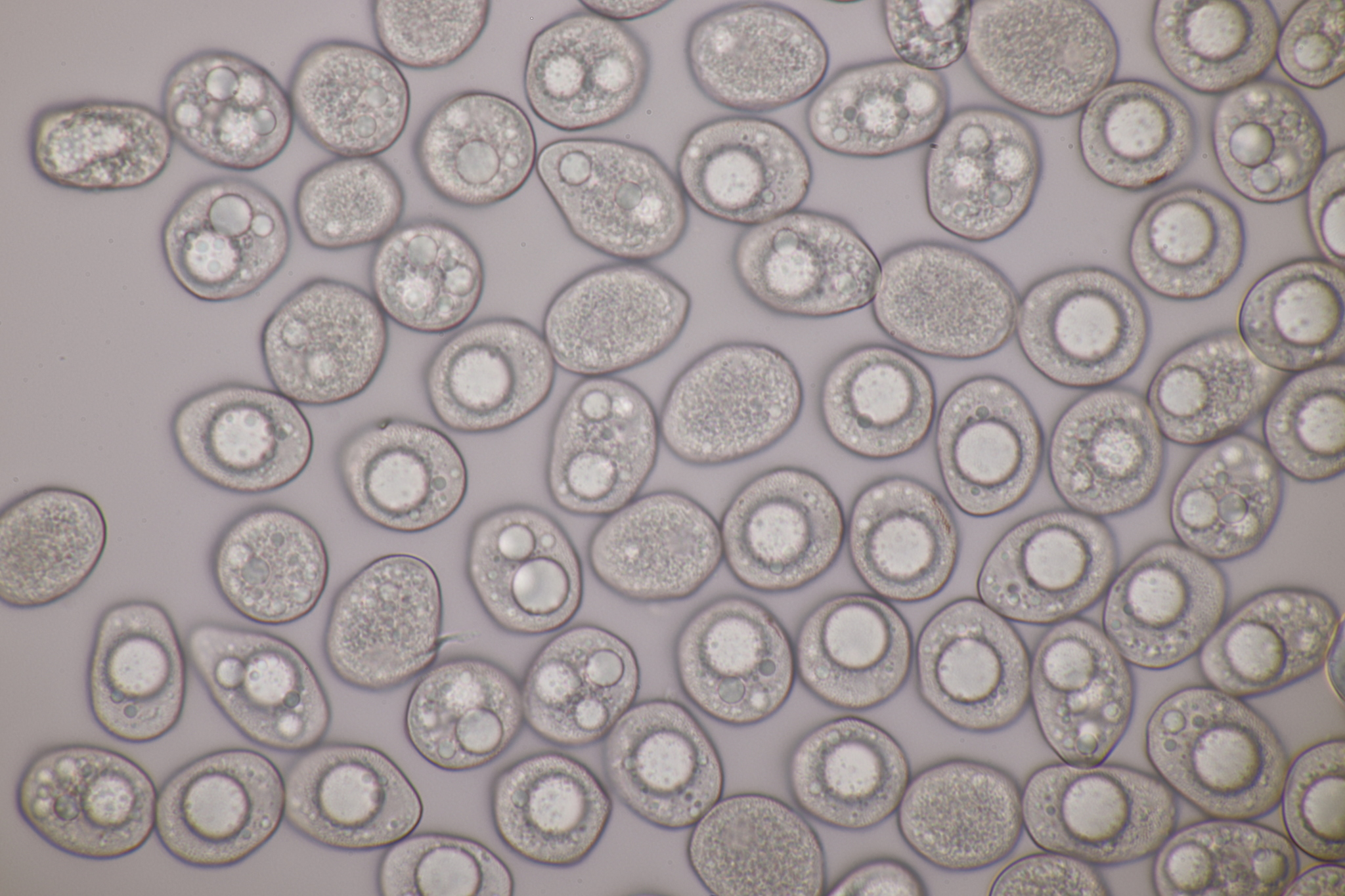
Aciosporen
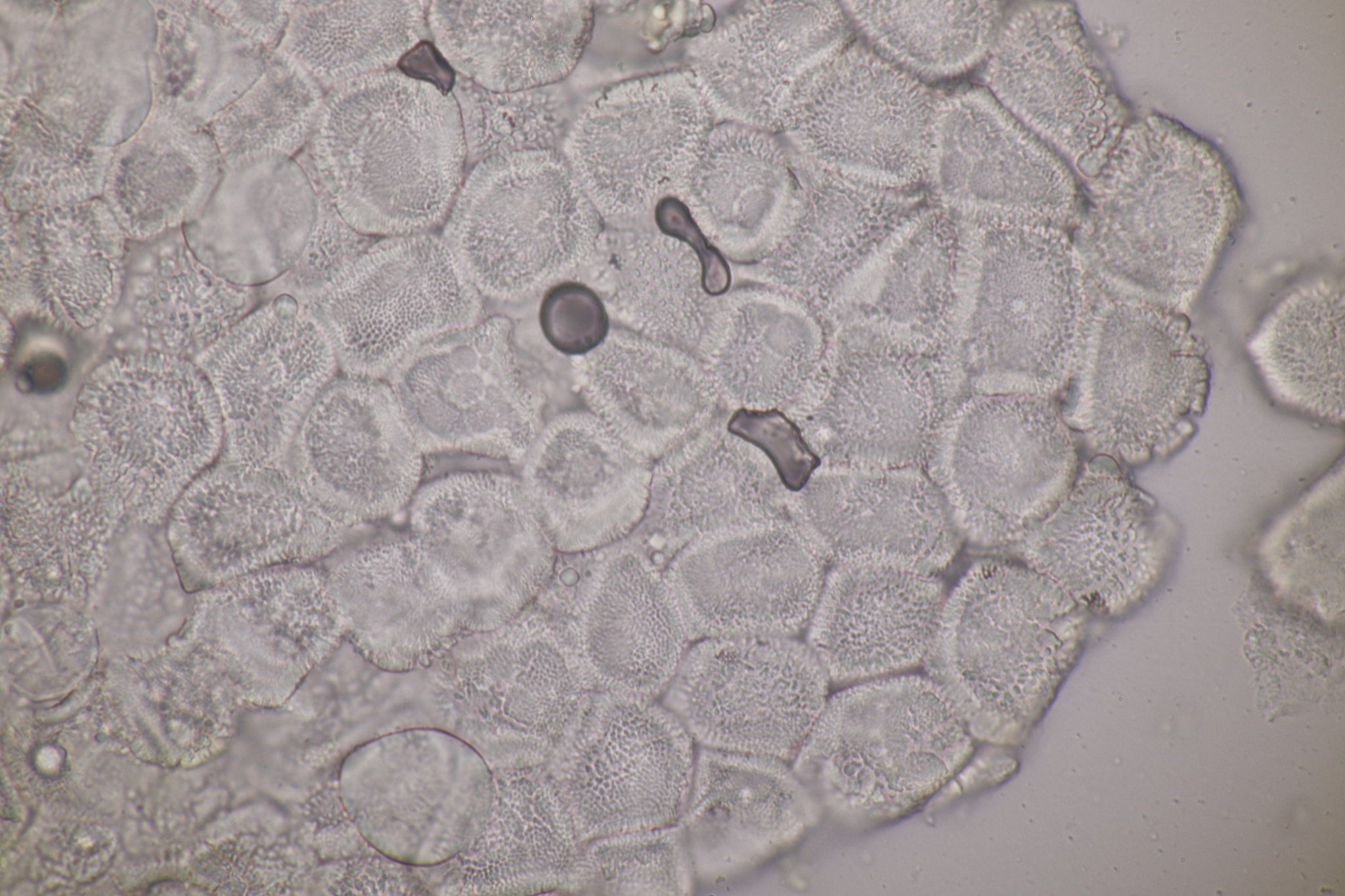
Peridiumcellen